# Acalypha vallartae
Acalypha vallartae é uma espécie de flor do gênero Acalypha, pertencente à família Euphorbiaceae.